# Черкез-Али
Черкез-Али (настоящая фамилия Аметов; укр. Черкес-Алі Амєтов; 25 мая 1925, Бахчисарайский район, Крымская АССР — 21 февраля 2005, Симферополь) — крымскотатарский писатель, поэт и публицист. Главный редактор журнала «Йылдыз» (1976—1979). Заслуженный деятель искусств Украины (2000).

## Биография
Родился 25 мая 1925 года в селе Богатырь. Обучался в местной сельской школе. Ребёнком был депортирован на Урал, а затем переехал в Казахстан. Окончив филологический факультет Ташкентского педагогического института им. Низами, возглавил отдел литературы и искусства в газете «Ленин байрагъы».
В 1967—1986 годах был заведующим отделом крымскотатарской литературы в издательстве им. Г. Гуляма, в то же время занимался редактированием альманаха «Йылдыз» (1976—1979 годы). Позже стал заместителем главного редактора этого же журнала. В Ташкенте был издан ряд сборников его поэзии и прозы — «Арзуларым» (Мои мечты), «Ер нефеси» (Дыхание земли), «Ешиль далгъалар» (Зелёные волны), «Сабалар къучагъында» (В объятиях зари) и другие.
В 1995 году Черкез-Али вернулся на родину. В 1999 году в Симферополе издана его книга «Уян, Чатырдагь, уян!» (Проснись, Чатырдаг, проснись!). В связи с 75-летием в 2000 году ему присвоено звание заслуженного деятеля искусств Украины. Умер 21 февраля 2005 года в Симферополе.

## Награды и премии
- Орден «Знак Почёта» (16.11.1984)[3]
- Заслуженный деятель искусств Украины